# Canicule de 1947 en Europe
La vague de chaleur de l'été 1947 en Europe est un événement climatique d'ampleur exceptionnelle survenu de juin à août 1947. Ces épisodes de fortes chaleurs sont les plus étendus depuis le début des relevés. De nombreux records de température ont été enregistrés.

## Historique
L'été 1947 s'inscrit dans cette série d'étés caniculaires qui ont touché l'Europe de l'Ouest dans les années qui ont suivi la Seconde Guerre mondiale (1945, 1947, 1949, 1950 et 1952).
Au cours de l'année 1947, les températures ont été constamment supérieures à la moyenne d'avril à début octobre. L'Europe a connu trois vagues de chaleur notables (21 jours) : du 26 au 28 juin (faible intensité), du 22 juillet au 4 août (intensité exceptionnelle) et du 14 au 20 août (intensité modérée). 
Le printemps avait été anormalement chaud, avec des températures hors norme dès le mois d'avril puisqu'en de nombreuses régions de France, les 30 °C ont été atteints au cours de la deuxième quinzaine, et même dépassés dans le sud. Le 27 mai, l'air saharien envahit la France avec des températures dépassant les 30 °C dans la moitié nord, et approchant les 35°C dans la partie sud. Après un répit à la mi-juin, une première vague de chaleur s'abat sur l'Europe au cours de la dernière décade de juin. En France, entre le 26 et le 28 juin, les 35 °C sont dépassés sur une grande partie du territoire.
Après un répit à la mi-juillet, une nouvelle vague de chaleur — comparable à la canicule d'août 2003 — se produit du 22 juillet au 4 août. Selon Météo-France, elle est « l'épisode caniculaire le plus intense depuis l'après-guerre, après la canicule d'août 2003. » ... et même depuis 1873, date où remontent les données chronologiques de Météo-France. Dans certains endroits comme la région parisienne, des records absolus sont observés : le 28 juillet 1947, les 40,4 °C sont atteints. Ce record ne sera battu que 72 ans plus tard le 25 juillet 2019 avec 42,6 °C.
Dans le Sud de la France, le pic de la canicule est atteint les 2 et 3 août, avec 40 °C à Lyon et davantage encore plus au sud.
Les 3 et 4 août, des orages mettent un terme à cette canicule. Mais une nouvelle offensive, plus modérée, a lieu entre les 14 et 20 août : les 35 degrés sont à nouveau dépassés partout en France, hormis sur les côtes. Une dernière vague aura lieu au cours de la deuxième décade de septembre, avec des maximales dépassant encore les 30°C dans la plupart des stations météorologiques.
En cette année 1947, la chaleur a été certes moins concentrée qu'au cours de l'année 2003, et les conséquences humanitaires moins critiques pour une population moins exposée. Pourtant, les épisodes de fortes chaleurs de cette année 1947 n'ont jamais été aussi étendus depuis le début des relevés. Les appareils glaciaires alpins vont alors enregistrer des pertes historiques, qu'ils ne parviendront pas à récupérer par la suite.